# California (álbum de Blink-182)
California  es el séptimo álbum de estudio de la banda estadounidense de pop punk Blink-182. El álbum fue lanzado el 1 de julio de 2016, por los sellos discográficos BMG. Es el primer álbum de la banda con el vocalista/guitarrista Matt Skiba, quien reemplazó al exmiembro de Tom DeLonge a principios de 2015. Después de grabar y lanzar su séptimo álbum Neighborhoods (2011), se hizo difícil para el trío grabar nuevo material, debido a diversos proyectos de DeLonge. Después de desacuerdos, los restantes miembros del grupo, el bajista Mark Hoppus y el baterista Travis Barker, se separaron de DeLonge y reclutaron a Skiba, más conocido como el líder de la banda de rock Alkaline Trio, en su lugar.

## Antecedentes

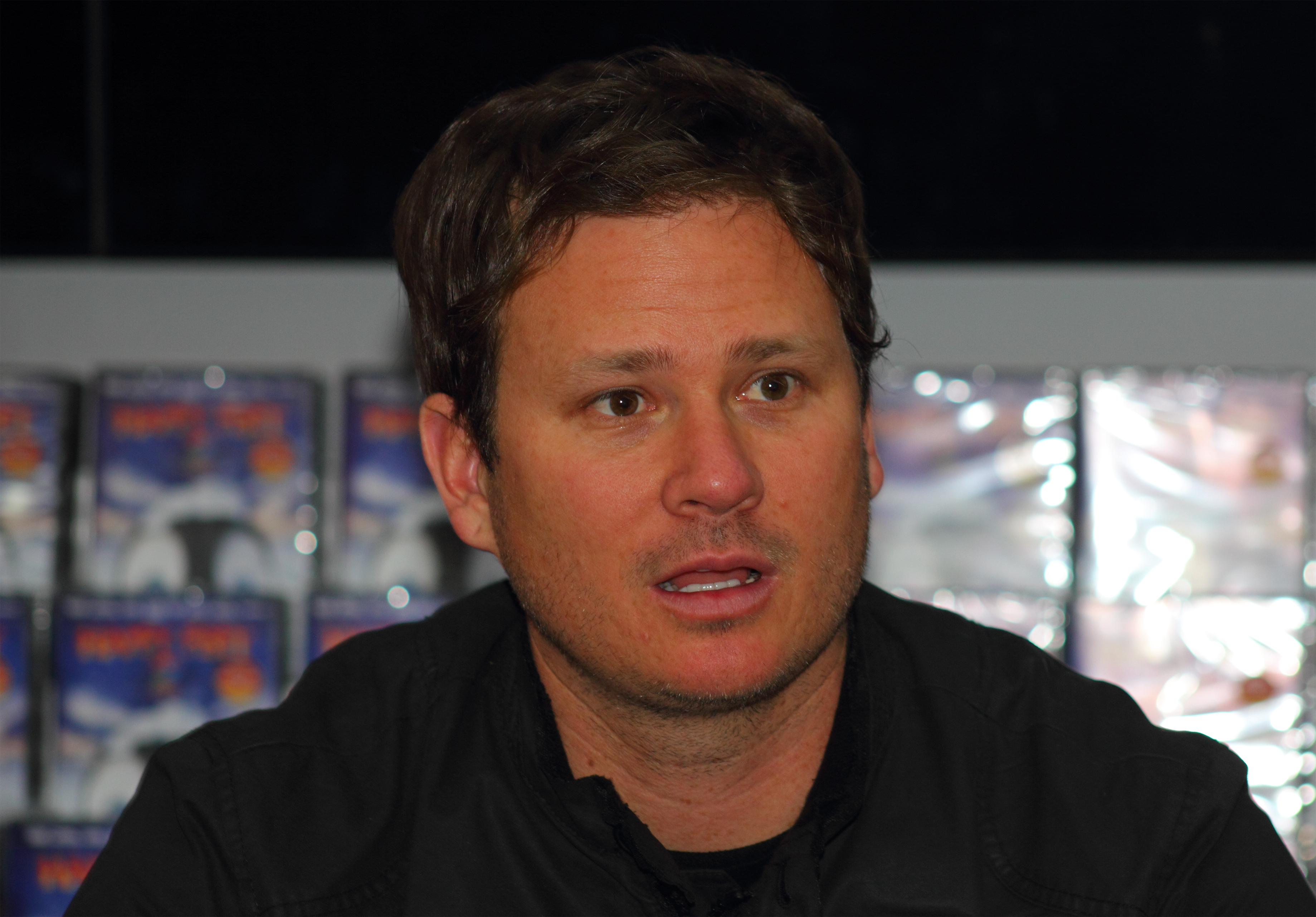
Los esfuerzos previos para grabar un séptimo álbum de Blink-182 se estancaron por el exguitarrista/vocalista Tom DeLonge.

Después de la reforma, Blink-182 gira por todo el mundo y lanza su séptimo álbum de estudio, Neighborhoods (2011). El disco fue grabado en gran parte con el trío separado en diferentes estudios, en sesiones marcadas por una extensión de la falta de comunicación y la tensión de los compañeros de grupo. El trío se separó de su discográfica, Interscope en 2012, después de la auto-publicación  de un extended play, Dogs Eating Dogs. Los planes para un séptimo álbum de Blink se retrasaron en numerosas ocasiones, al parecer debido al guitarrista Tom DeLonge y su participación en su otro grupo, Angels & Airwaves , y proyectos relacionados. En el ínterin, la banda montó un viaje de aniversario para su quinto álbum homónimo, y encabezó los festivales de Reading y Leeds. Poco trabajo fue completado en el momento en el que DeLonge habló a Rock Sound en noviembre de 2014: "Sólo estamos llegando a ese punto de partida, no hay línea de tiempo en el momento". En el momento en un contrato de grabación que finalizó un mes más tarde, DeLonge se retiró de la grabación y la realización de los compromisos por correo electrónico, lo que llevó el bajista Mark Hoppus y el baterista Travis Barker a buscar la separación legal de él.

## Lanzamiento
El álbum fue anunciado junto con el primer sencillo , "Bored to Death", en la estación de radio de Los Angeles KROQ el 27 de abril de 2016. El álbum California es el primer lanzamiento de la banda a través de la gestión de derechos BMG, y también entre los primeros lanzamientos de BMG a través de su acuerdo de distribución con la Alternative Distribution Alliance. El grupo lanzó un adicional de tres canciones: "Built This Pool" el 5 de mayo, "Rabbit Hole" el 8 de junio y" No Future" el 23 de junio de 2016 -y también interpretaron" Brohemian Rhapsody" en conciertos en directo antes del lanzamiento del álbum
.

## Recepción

### El rendimiento comercial
California está en camino de convertirse en primer álbum número uno de la banda en el Reino Unido; que ha vendido 17.000 ventas combinadas (física y streaming) a partir del 4 de julio de 2016.

### La respuesta crítica
California ha recibido críticas en su mayoría positivas de los críticos de música. En Metacritic, que asigna una calificación normalizada de 100 a comentarios de la prensa de corriente, el álbum tiene un promedio de puntuación de 64 sobre 100, lo que indica "críticas generalmente favorables" basado en trece críticas.Neil Z. Yeung apodado el registro "todo lo posible en 15 años," teniendo en cuenta que "un retorno a la forma y una maduración más admirable de sonido clásico de pop-punk de la banda no es una idea desesperada a la juventud y la gloria se desvaneció, sino más bien una mirada reflexiva hacia atrás y una ejecución experta de lo que hacen mejor." 
Jon Dolan de Rolling Stone considera que la música más pegadiza de la banda desde su apogeo, resumiendo, "En el mejor de California muestra parpadeo probar nuevas maneras de refrescar la raqueta de ayer." Jon Caramanica en The New York Times encontró "gratamente familiarizado si no especialmente imaginativa del álbum es lleno de canciones que han logrado su propósito por la mitad del recorrido."
Aidan Reynolds, de Drowned in Sound señaló que California suena como el trabajo de una banda llena de la alegría de la existencia, cediendo a cada asistencia pop o truco de producción que podrían meter en un gancho más antes del final . Hay pick-rasguños y "whoah-oh" coros en todas partes y pistas de usar y tirar hasta los mudos, segundos desde hace tiempo tienen su propio encanto. "

## Lista de canciones
Todas las canciones escritas y compuestas por Mark Hoppus, Travis Barker, Matt Skiba y John Feldmann, except where noted.. 
| N.º | Título                        | Escritor(es)                                    | Duración |  |
| 1.  | «Cynical»                     |                                                 | 1:55     |  |
| 2.  | «Bored to Death»              |                                                 | 3:55     |  |
| 3.  | «She's Out of Her Mind»       |                                                 | 2:42     |  |
| 4.  | «Los Angeles»                 |                                                 | 3:03     |  |
| 5.  | «Sober»                       | Hoppus, Barker, Skiba, Feldmann, Patrick Stump  | 2:59     |  |
| 6.  | «Built This Pool»             |                                                 | 0:16     |  |
| 7.  | «No Future»                   |                                                 | 3:45     |  |
| 8.  | «Home Is Such a Lonely Place» | Hoppus, Barker, Skiba, Feldmann, David Hodges   | 3:21     |  |
| 9.  | «Kings Of The Weekend»        | Hoppus, Barker, Skiba, Feldmann, Hodges         | 2:56     |  |
| 10. | «Teenage Satellites»          | Hoppus, Barker, Skiba, Feldmann, Hodges         | 3:11     |  |
| 11. | «Left Alone»                  |                                                 | 3:09     |  |
| 12. | «Rabbit Hole»                 |                                                 | 2:35     |  |
| 13. | «San Diego»                   | Hoppus, Barker, Skiba, Feldmann, Stump          | 3:12     |  |
| 14. | «The Only Thing That Matters» |                                                 | 1:57     |  |
| 15. | «California»                  | Hoppus, Barker, Skiba, Feldmann, Martin Johnson | 3:10     |  |
| 16. | «Brohemian Rhapsody»          |                                                 | 0:30     |  |

Deluxe Edition
| Deluxe edition |                               |          |  |
| N.º            | Título                        | Duración |  |
| 1.             | «Parking Lot»                 | 2:46     |  |
| 2.             | «Misery»                      | 3:51     |  |
| 3.             | «Good Old Days»               | 3:23     |  |
| 4.             | «Don't Mean Anything»         | 2:46     |  |
| 5.             | «Hey I'm Sorry»               | 3:56     |  |
| 6.             | «Last Train Home»             | 3:21     |  |
| 7.             | «Wildfire»                    | 3:02     |  |
| 8.             | «6/8»                         | 3:47     |  |
| 9.             | «Long Lost Feeling»           | 3:04     |  |
| 10.            | «Bottom of the Ocean»         | 3:27     |  |
| 11.            | «Can't Get You More Pregnant» | 0:34     |  |
| 12.            | «Bored to Death (acoustic)»   | 3:55     |  |

## Créditos
| Blink-182 - Mark Hoppus – Vocales, Bajo - Matt Skiba – Vocales, Guitarras - Travis Barker – Batería, Percusión Músicos adicionales - Alabama Barker – Piano - Jack Hoppus – Vocales adicionales - DJ Spider – Scratching Personal técnico - John Feldmann – Producción - Zakk Cervini – Producción adicional, Grabación, Mezcla de audio - Matt Pauling – Producción adicional, Grabación - Neal Avron – Mezcla de audio - Dan Lancaster – Mezcla de audio - Ben Grosse – Mezcla de audio - Ted Jensen – Masterización - Allie Snow – Asistente - Brian Burnham – Asistente - Cody Okonski – Asistente | - Daniel Jensen – Equipo - Robert Ortiz – Equipo - James Ingram – Equipo - Ben Rodriguez – Marketing Digital - Lawrence Vavra – Administración - Kevin Wolff – Administración - Gus Brandt – Administración - Bo Gardner – Administración de empresa - Peter Paterno – Abogado - Leslie Frank – Abogado - Lisa Socranksy Austin – Abogado - Darryl Eaton – Reserva - Allison McGregor – Reserva - Mike Dewdney – Reserva - Jennifer Weinman-Voake – Publicidad - Anna Maslowicz – Publicidad - D*Face – Arte de portada - Elyn Kazarian – Diseño - Randall Leddy – Diseño |

## Posicionamiento
| Cadenas musicales (2015)                 | Puesto |
| ---------------------------------------- | ------ |
| Australia (ARIA)                         | 2      |
| Bélgica (Ultratop flamenca)              | 9      |
| Bélgica (Ultratop valona)                | 25     |
| Canadá (Billboard Canadian Albums)       | 1      |
| República Checa (ČNS IFPI)               | 1      |
| Países Bajos (Album Top 100)             | 21     |
| French Albums (SNEP)                     | 29     |
| German Albums (GfK Entertainment Charts) | 3      |
| Irlanda (IRMA)                           | 5      |
| Italia (FIMI)                            | 4      |
| Nueva Zelanda (Recorded Music NZ)        | 4      |
| Noruega (VG-lista)                       | 18     |
| Suecia (Sverigetopplistan)               | 26     |
| Reino Unido (UK Albums Chart)            | 1      |
| Estados Unidos (Billboard 200)           | 1      |